# Chen Yifei
Chen Yifei en chino: 陈逸飞; (Beilun, 12 de abril de 1946 - Shanghái, 10 de abril de 2005) fue un pintor de estilo clásico y cineasta chino.

## Biografía
Yifei nació en Ningbo en la provincia de Zhejiang y cuando aún era un niño su familia se trasladó a Shanghái, fue uno de los primeros artistas autorizados, en 1980, a viajar a los Estados Unidos. De vuelta a China, en 1990, volvió a residir en Shanghái. Aunque fue director de cine, destacando en su filmografía un documental sobre los refugiados judíos en Shanghái desde 1949, y como empresario se dedicó a la decoración, es conocido principalmente por su trabajo como pintor.

## Obra pictórica
Pintor al óleo de estilo tradicional chino. En Shanghái estudió arte soviético según la línea oficial del “realismo socialista”, donde en 1965 se graduó en la Universidad de Arte de Shanghái. En los inicios de la Revolución Cultural tuvo problemas al ser acusado de reaccionario pero debido a su valor artístico fue protegido por las autoridades y acaba siendo uno de los pintores más famosos de la Revolució Cultural. Posteriormente deja atrás la iconografía revolucionaria y acrítica y sus obras muestran una mezcla melancólica de realismo y romanticismo con toques de modernidad, representan temas chinos (mujeres con vestidos tradicionales, etc.), donde utiliza colores foscos y densos. En su periodo en los Estados Unidos estudió en el Hunter College y sus obras fueron exhibidas en una exposición en solitario en la Hammer Gallery. Al regresar a su país algunos críticos de su obra le consideraron como masa comercial. También viajó al Tíbet donde se dedicó a pintar paisajes.